# Leunclavius
Johannes Leunclavius (Johann Lewenklaw sau Hans Löwenklau; n. 1533, Coesfeld, Renania de Nord-Westfalia, Germania – d. 21 noiembrie 1592, Viena, Monarhia Habsburgică) a fost un istoric german care a trăit în secolul al XVI-lea. A scris o istorie a Imperiului Otoman (Annales Sultanorum Othmanidarum, Frankfurt, 1588), operă ce conține informații prețioase despre Țările Române și istoria lor în secolele al XV-lea și al XVI-lea
Astfel, Johannes Leunclavius îl socotea pe domnitorul muntean Mircea cel Bătrân „bărbatul cel mai puternic și mai viteaz dintre creștini”.  Arhivat în 29 septembrie 2007, la Wayback Machine.
Alte lucrări ale sale au fost:
- Ius orientale  (1573).
- Historiae Mvsvlmanae Tvrcorvm, De Monvmentis ipsorvm exscriptae... (1591).
- Jus graecoromanorum (1596, Frankfurt)
- Iuris Graeco Romani tam canonici quam civilis  Arhivat în 28 septembrie 2007, la Wayback Machine.